# Le Mas-d’Agenais
Le Mas-d’Agenais település Franciaországban, Lot-et-Garonne megyében. Lakosainak száma 1486 fő (2022. január 1.). Le Mas-d’Agenais Calonges, Caumont-sur-Garonne, Lagruère, Sainte-Gemme-Martaillac, Sainte-Marthe és Sénestis községekkel határos.

## Népesség
A település népességének változása:
| Lakosok száma | 1384 | 1206 | 1220 | 1412 | 1470 | 1489 | 1490 | 1483 | 1482 | 1486 |
|               | 1968 | 1982 | 1990 | 2006 | 2013 | 2015 | 2017 | 2019 | 2020 | 2022 |